# Australopithecus sediba
Australopithecus sediba là một loài vượn người phương nam của thời kỳ đầu Pleistocen, xác định dựa trên các phần còn lại hóa thạch có niên đại khoảng 2 triệu năm trước đây. Loài này được biết đến từ sáu bộ xương được phát hiện ở địa điểm hóa thạch Malapa tại di sản thế giới Cái nôi của loài người ở Nam Phi, một mẫu là một nam thanh thiếu niên (MH1 cũng được gọi là "Karabo", mẫu gốc), một mẫu là một phụ nữ trưởng thành (MH2, mẫu ghép), một người đàn, và ba trẻ sơ sinh. Các hóa thạch được tìm thấy cùng nhau ở dưới cùng của các hang động Malapa, nơi họ dường như rơi xuống và chết, và đã được xác định niên đại giữa 1,977 và 1,980 triệu năm trước. 
Hơn 220 mảnh vỡ từ các loài đã được thu hồi kể từ ngày đó.. Các bộ xương một phần được mô tả ban đầu trong hai bài báo trên tạp chí Science của Mỹ và Nam Phi bởi nhà cổ nhân chủng học Lee R. Berger của Đại học Witwatersrand, Johannesburg và đồng nghiệp là một loài mới được phát hiện của tổ tiên loài người đầu gọi là Australopithecus sediba ("sediba" có nghĩa là "mùa xuân tự nhiên" hay "giếng" trong các ngôn ngữ Sotho). 
Australopithecus sediba có thể đã sống ở thảo nguyên nhưng đã ăn trái cây và các loại thực phẩm khác từ rừng, hành vi tương tự như tinh tinh ngày nay ở hoang mạc. Các điều kiện trong đó các cá nhân đã được chôn cất và hóa thạch là điều bất thường, cho phép khai thác các thực kết thạch khỏi các mảng bám răng.